# Ried im Innkreis
Ried im Innkreis är en stadskommun i förbundslandet Oberösterreich i norra Österrike. Det är huvudorten i distriktet med samma namn. Kommunen har 12 674 invånare (2024).
Ried im Innkreis ligger cirka 70 kilometer väster om Linz och cirka 55 kilometer nordost om Salzburg.

## Kända personer från Ried im Innkreis
- Wilhelm Dachauer, målare
- Sybil Danning, skådespelerska
- Ernst Kaltenbrunner, SS-officer
- Karl Kreil, astronom och meteorolog
- Anton Zeilinger, professor i kvantfysik